# Arciprestazgo de Zahara de la Sierra-Olvera
El Arciprestazgo de Zahara de la Sierra-Olvera es un arciprestazgo español que está bajo la jurisdicción del Obispado de Asidonia-Jerez, compuesto por las siguientes parroquias:
| Población              | Parroquia                                   |
| ---------------------- | ------------------------------------------- |
| Alcalá del Valle       | Iglesia de Santa María del Valle            |
| Algodonales            | Iglesia de Santa Ana                        |
| La Muela               | Iglesia de Santa María del Carmen           |
| El Gastor              | Iglesia de San José                         |
| Olvera                 | Iglesia de Nuestra Señora de la Encarnación |
| Setenil de las Bodegas | Iglesia de Nuestra Señora de la Encarnación |
| Torre Alháquime        | Iglesia de Nuestra Señora de la Antigua     |
| Zahara de la Sierra    | Iglesia de Santa María de la Mesa           |